# Джэнца
Джэнца (тиб. གཅན་ཚ།, Вайли: gcan tsa, кит. упр. 尖扎, пиньинь Jiānzhā, палл. Цзяньчжа) — уезд в составе Хуаннань-Тибетского автономного округа провинции Цинхай (КНР).

## История
В 1952 году из уезда Гуйдэ был выделен Джэнца-Тибетский автономный район (尖扎藏族自治区) уездного уровня. В 1953 году был создан Хуаннань-Тибетский автономный район (黄南藏族自治区) окружного уровня, и уезд Джэнца, в который был преобразован Джэнца-Тибетский автономный район, вошёл в его состав. 22 мая 1955 года Хуаннань-Тибетский автономный район был переименован в Хуаннань-Тибетский автономный округ.

## Административное деление
Уезд Джэнца делится на 3 посёлка и 6 волостей.